# Bassa Navarra
La Bassa Navarra (in basco Nafarroa Beherea) è un territorio storico della Francia. Unita al Béarn costituiva una delle antiche province francesi.
Appartiene all'attuale dipartimento dei Pirenei Atlantici. Originariamente parte del regno di Navarra (con capitale Pamplona, oggi in Spagna), entrò a far parte della Francia nel 1620.

## Geografia fisica

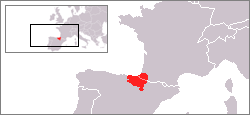
I Paesi Baschi

Capitale storica della Bassa Navarra è Saint-Jean-Pied-de-Port, mentre la sua capitale economica è Saint-Palais.
La Bassa Navarra confina:
- a nord con l'Adour e la Guascogna
- a ovest con il Labourd
- a est con il Soule
- a sud con la Navarra

### Comuni
| - Ahaxe-Alciette-Bascassan (Ahatsa) - Aïcirits-Camou-Suhast (Aiziritze-Gamue-Zohazti) - Aincille (Aintzila) - Ainhice-Mongelos (Ainhize-Monjolose) - Aldudes (Aldude) - Amendeuix-Oneix (Amendüze-Unaso) - Amorots-Succos (Amorotze-Zokotze) - Anhaux (Anhauze) - Arancou (Erango) - Arbérats-Sillègue (Arberatze-Zilhekoa) - Arbouet-Sussaute |

## Società

### Lingue e dialetti
La regione è bilingue: infatti il basco è la lingua parlata dalla maggioranza della popolazione, mentre il francese è la lingua dell'amministrazione.
La prima versione basca del nuovo testamento fu scritta nel dialetto della Bassa Navarra da Joanes Leizarraga, un prete cattolico che aveva aderito alla Riforma protestante, nel 1571.